# パラドックス13
『パラドックス13』（パラドックス・サーティーン）は、東野圭吾の小説である。毎日新聞社の週刊誌『サンデー毎日』に2007年5月から2008年5月まで連載され、2009年4月15日に毎日新聞社より刊行された。2014年5月15日には、講談社から講談社文庫版が出版された。
原因不明の現象によって突如極限の状況に追い込まれた人間が、倫理を超えた選択を行いながらも生き残りをかけていく。

## あらすじ
3月13日13時13分13秒、ブラックホールの影響で「P-13」と呼ばれる現象が発生することへの対策が、政府の間で極秘に進められていた。学者や政府関係者ですら、具体的にどういう現象が発生し、どういう影響を受けるのか詳細につかめないため、関係各署には、その時間だけ危険な作業を中断し危険な場所から離れるよう通達だけされたが、国民には混乱が起きないよう、この情報自体、その時が過ぎるまでの極秘事項として決して公開されなかった。
刑事の久我冬樹は、同じく警視庁の管理官である兄・誠哉とともに強盗犯の確保に取り掛かっていたが、冬樹のミスにより、誠哉が犯行グループに撃たれてしまう。冬樹もまた、犯人の撃った弾を受け、その衝撃の後、冬樹は意識を取り戻すが、東京の街には誰もいなくなっていた。訳がわからないまま街を歩き、見つけたのは同じような現象に出くわした10人で、その中にはなぜか死んだはずの誠哉もいた。そして、状況が飲めない彼らは、廃墟と化した東京をさまようことになり、そこへ数々の天変地異、そして疫病が襲う。

## 登場人物
久我冬樹（くが ふゆき)
所轄の刑事。もとは教師志望だったが、母親の願いで刑事となった。スタンドプレーに走ってしまいミスを犯すことがあり、それが今回の事件につながった。事あるごとに兄とは対立している。
久我誠哉（くが せいや）
冬樹の兄。警視庁管理官のキャリア組警察官。冬樹とは母親が違う。どの状況でも冷静な判断を行い、P-13後の世界でも実質的にリーダーとして活躍する。
中原 明日香（なかはら あすか）
女子高生。フットサル部所属。
山西繁雄（やまにし しげお）
明日香のすぐそばにいた老人。彼の話す一言、選択で冬樹達を勇気づけていく。
山西春子（やまにし はるこ）
繁雄の妻。
戸田正勝（とだ まさかつ）
大手建設会社の専務。
小峰義之（こみね よしゆき）
大手建設会社勤務のサラリーマンで戸田の部下。
富田菜々美（とみた ななみ）
看護師。現世において恋人がいた。ある事実を知らされてから生きる希望を失う。
新藤太一（しんどう たいち）
フリーターで小太りの青年。ムードメーカーであるが、大食いな性格が問題を引き起こしてしまう。
白木栄美子（しらき えみこ）
ミオの母親。冬樹に救助される。あることをきっかけにミオに罪悪感を抱いている。
白木ミオ（しらき みお）
栄美子の娘だが、あるショックで失語症となった。
勇人（ゆうと）
一人アパートで生存していた赤ん坊。
河瀬（かわせ）
ヤクザの男。若いころはSF小説が好きでアイザック・アシモフをよく読んでいた。

## 書籍情報
- 単行本：2009年4月[2]、毎日新聞社、ISBN 978-4-620-10739-4
- 文庫本：2014年5月15日発売[1]、講談社文庫、ISBN 978-4-06-277827-5